# تاكاشي هوسوكاوا
تاكاشي هوسوكاوا (باليابانية: 細川たかし؛ بالكانا: ほそかわ たかし) هو مغني ياباني، ولد في 15 يونيو 1950 في ماكاري ‏ في اليابان.

## وصلات خارجية
- الموقع الرسمي
- تاكاشي هوسوكاوا على موقع IMDb (الإنجليزية)
- تاكاشي هوسوكاوا على موقع ميوزك برينز (الإنجليزية)
- تاكاشي هوسوكاوا على موقع أول ميوزيك (الإنجليزية)
- تاكاشي هوسوكاوا على موقع ديسكوغز (الإنجليزية)
- تاكاشي هوسوكاوا على موقع ديسكوغز (الإنجليزية)